# БСССТ... Тишинчина!
БСССТ... Тишинчина! је албум београдског хип хоп састава Београдски синдикат, који је изашао крајем 2001. године.

## Списак нумера
Албум садржи следећих 17 песама:
1. Буђење - (00:56)
2. Долази Синдикат - (04:12)
3. Дуга је улица - (06:46)
4. Дивљина - (05:22)
5. Слатке мале малолетнице - (06:56)
6. З. Џ. Т. Ш. (Из буџета микс) - (06:09)
7. Само један живот - (04:34)
8. Шкабо маестро - (05:12)
9. Знај! - (04:22)
10. На Бојном Пољу (Витешка 2) - (05:21)
11. Залазак трећег сунца - (05:48)
12. Горила у магли - (01:51)
13. БС! БС! - (07:03)
14. Плејерско понашање - (04:59)
15. Мисли о моћи - (05:02)
16. Нек нас не забораве - (01:39)
17. Ко из аутомата - (05:08) (са УРГХ )